# Lista de prefeitos de Divino das Laranjeiras
Esta é a lista de prefeitos e vice-prefeitos do município de Divino das Laranjeiras, estado brasileiro de Minas Gerais.
| Nº | Prefeito                                                                 | Imagem                             | Partido                                          | Vice-prefeito                        | Início do mandato       | Fim do mandato                                        | Observações                                           |
| 1  | Higino Valadares da Fonseca (Papagaios, 1920–17.08.2019)                 |                                    | Aliança Renovadora Nacional ARENA                |                                      | 1º de março de 1963     | 1º de setembro de 1963                                | Prefeito eleito                                       |
| 2  | Anacleto Falci (1905–1985)                                               |                                    | Movimento Democrático Brasileiro MDB             |                                      | 1º de setembro de 1963  | 31 de dezembro de 1967                                | Prefeito eleito                                       |
| 3  | Gercino José Leandro                                                     |                                    | Aliança Renovadora Nacional ARENA                |                                      | 1º de janeiro de 1968   | 31 de janeiro de 1971                                 |                                                       |
| 4  | Anacleto Falci (1905–1985)                                               |                                    | Movimento Democrático Brasileiro MDB             |                                      | 1° de fevereiro de 1971 | 31 de dezembro de 1973                                |                                                       |
| 5  | Eberle José dos Santos                                                   |                                    | Aliança Renovadora Nacional ARENA                | Reinaldo Roveda (ARENA)              | 1º de janeiro de 1974   | 6 de agosto de 1974                                   | Prefeito e vice eleitos em sufrágio universal         |
| 6  | Reinaldo Roveda                                                          |                                    | Aliança Renovadora Nacional ARENA                | —                                    | 7 de agosto de 1974     | 31 de janeiro de 1977                                 | Vice-prefeito eleito no cargo de prefeito             |
| 7  | Orivaldo Batista Falci                                                   |                                    | Partido do Movimento Democrático Brasileiro PMDB | Fioravante Pitol Neto                | 1º de fevereiro de 1977 | 31 de janeiro de 1983                                 | Prefeito e vice eleitos em sufrágio universal         |
| 8  | Fioravante Pitol Neto (Galileia, 03.05.1946–)                            |                                    | Partido Democrático Social PDS                   | Jacy Gonçalves Palmares (PDS)        | 1º de fevereiro de 1983 | 31 de dezembro de 1988                                | Prefeito e vice eleitos em sufrágio universal         |
| 9  | Orivaldo Batista Falci                                                   |                                    | Partido do Movimento Democrático Brasileiro PMDB | Aquiles Rosa (PMDB)                  | 1º de janeiro de 1989   | 31 de dezembro de 1992                                | Prefeito e vice eleitos em sufrágio universal         |
| 10 | Fioravante Pitol Neto (Galileia, 03.05.1946–)                            |                                    | Partido da Social Democracia Brasileira PSDB     | José de Oliveira                     | 1º de janeiro de 1993   | 31 de dezembro de 1996                                | Prefeito e vice eleitos em sufrágio universal         |
| 11 | Maria das Graças Batista Falci Mota (Itanhomi, 31.03.1946–)              |                                    | Partido do Movimento Democrático Brasileiro PMDB | José Ir de Oliveira                  | 1º de janeiro de 1997   | 31 de dezembro de 2000                                | Prefeito e vice eleitos em sufrágio universal         |
| 11 | Maria das Graças Batista Falci Mota (Itanhomi, 31.03.1946–)              | 1º de janeiro de 2001              | Partido do Movimento Democrático Brasileiro PMDB | José Ir de Oliveira                  | 31 de dezembro de 2004  | Prefeito e vice reeleitos em sufrágio universal       |                                                       |
| 12 | Edson Alves de Souza, Edson Bodola (Divino das Laranjeiras, 23.10.1961–) |                                    | Partido Popular Socialista PPS                   | Eliedi Souza Barbosa (PP)            | 1º de janeiro de 2005   | 31 de dezembro de 2008                                | Prefeito e vice eleitos em sufrágio universal         |
| 12 | Edson Alves de Souza, Edson Bodola (Divino das Laranjeiras, 23.10.1961–) | Partido Republicano Brasileiro PRB | Gilberto Dias Ruela (PRB)                        | 1º de janeiro de 2009                | 31 de dezembro de 2012  | Prefeito reeleito e vice eleito em sufrágio universal |                                                       |
| 13 | Maicon Brito Oliveira (Governador Valadares, 15.06.1981–)                |                                    | Partido Republicano Brasileiro PRB               | Gilberto Dias Ruela (PRB)            | 1º de janeiro de 2013   | 31 de dezembro de 2016                                | Prefeito eleito e vice reeleito em sufrágio universal |
| 14 | Romilson Alves, Kinka Alves (Governador Valadares, 14.11.1969–)          |                                    | Partido do Movimento Democrático Brasileiro PMDB | Perli Lopes da Rocha (PMDB)/(Avante) | 1º de janeiro de 2017   | 31 de dezembro de 2020                                | Prefeito e vice eleitos em sufrágio universal         |
| 14 | Romilson Alves, Kinka Alves (Governador Valadares, 14.11.1969–)          | Avante AVANTE                      | 1º de janeiro de 2021                            | Perli Lopes da Rocha (PMDB)/(Avante) | 31 de dezembro de 2024  | Prefeito e vice reeleitos em sufrágio universal       |                                                       |
| 15 | Reinaldo Assis Romualdo dos Santos (Governador Valadares, 09.02.1981–)   |                                    | Movimento Democrático Brasileiro MDB             | Weder Santana Neves (SDD)            | 1° de janeiro de 2025   | Atualidade                                            | Prefeito e vice eleitos em sufrágio universal         |